# Helen Doron
Helen Doron (* 5. listopadu 1955) je anglická filoložka, která vyvinula metodu výuky angličtiny pro děti od 3 měsíců do 19 let, jež se nazývá Helen Doron Early English. Své znalosti nabyté během akademických studií spojila s praxí při práci učitelky anglického jazyka a vytvořila vlastní přirozenou a úspěšnou metodu výuky anglického jazyka pro děti. Jako vědec přitom dbala zejména na rozhodující vývojové fáze mozku dítěte. Když v roce 1987 vystoupila se svou metodou na veřejnost, byl to první a jediný jazykový program pro výuku angličtiny dětí v raném věku.[zdroj?]

## Osobní život
Narodila se ve Velké Británii, v roce 1955 absolvovala univerzitu v Readingu, kde získala doktorát z filozofie humanitních věd, jazykovědy a francouzštiny. Mimo jiné pracovala jako docentka pro anglický jazyk a jazykovědu na univerzitě v Poitiers ve Francii.
Jako matka tří dětí se zajímala o tzv. Suzukiho metodu aplikovanou při výuce hry na housle. Tato metoda učí malé děti hře na hudební nástroj pomocí stále se opakujícího poslechu. Učitel ukáže dětem, které ještě nedokáží přečíst notový zápis, jak mají dané partie zahrát. Sám Dr. Suzuki nazývá tuto metodu výuky na hudební nástroj „metodou mateřské řeči“, protože dítě se zpočátku učí pouze díky melodii, kterou opakovaně slyší.[zdroj?]